# Albertino Pereira
Albertino Pereira (* 23. ledna 1950, Porto) je bývalý portugalský fotbalista, záložník. 

## Fotbalová kariéra
Začínal v Leixões SC. Dále hrál portugalskou ligu i za Boavistu Porto, FC Porto a CS Marítimo, nastoupil ve 238 ligových utkáních a dal 52 ligových gólů. V roce 1979 vyhrál s Boavistou portugalský fotbalový pohár. V Poháru mistrů evropských zemí nastoupil ve 4 utkáních, v Poháru vítězů pohárů nastoupil ve 4 utkáních a dal 1 gól a v Poháru UEFA nastoupil v 5 utkáních. Za portugalskou reprezentaci nastoupil v roce 1976 ve 2 utkáních. 

## Ligová bilance
| Ročník                        | Zápasy | Góly | Klub           |
| ----------------------------- | ------ | ---- | -------------- |
| 1. portugalská liga 1968/1969 | 22     | 0    | Leixões SC     |
| 1. portugalská liga 1969/1970 | 8      | 0    | Leixões SC     |
| 2. portugalská liga 1970/1971 | -      | -    | GD Peniche     |
| 1. portugalská liga 1971/1972 | 15     | 0    | Leixões SC     |
| 1. portugalská liga 1974/1975 | 27     | 6    | Leixões SC     |
| 1. portugalská liga 1975/1976 | 27     | 13   | Leixões SC     |
| 1. portugalská liga 1976/1977 | 20     | 6    | Boavista Porto |
| 1. portugalská liga 1977/1978 | 27     | 13   | Boavista Porto |
| 1. portugalská liga 1978/1979 | 26     | 1    | Boavista Porto |
| 1. portugalská liga 1979/1980 | 19     | 2    | FC Porto       |
| 1. portugalská liga 1980/1981 | 14     | 7    | FC Porto       |
| 1. portugalská liga 1981/1982 | 6      | 0    | FC Porto       |
| 1. portugalská liga 1982/1983 | 26     | 2    | CS Marítimo    |
| 2. portugalská liga 1983/1984 | 23     | 3    | AD Sanjoanense |
| 2. portugalská liga 1984/1985 | 30     | 3    | Leixões SC     |
| CELKEM 1. portugalská liga    | 238    | 52   |                |